# Stephen Hansen
Stephen Hansen (født 28. september 1701, død 22. januar 1770) var en dansk generalkrigskommissær, handelsmand og godsejer.
Han var født 28. september 1701 og bliver kendt, da han 1728 ansættes som regimentskvartermester ved artilleriet. Han må imidlertid hurtig have vist sig som en brugelig mand, da han snart efter bliver han tillige mønsterskriver og auditør ved søartilleriet. I alt fald beholdt han titel som regimentskvartermester, til han 1747 blev overkrigskommissær og 1761 generalkrigskommissær. Han arbejdede sig hurtigt op, men gjorde det ikke som militær embedsmand. 1743 købte han Hammermøllen i Hellebæk ved Kronborg samt Hellebækgård, satte fabrikken i god stand og blev nu stor leverandør af geværer til staten, der støttede ham i betydelig grad. Der blev i anledning af Syvårskrigen (1756–1763) meget travlhed på fabrikken, efter store bestillinger til den danske hær i Holsten.
1750 blev han desuden "Kjøbmand for Negotien paa Færøerne", dvs. den under Rentekammeret stående købmand, der hernede forestod den som kongeligt monopol drevne færøske handel. 1765 solgte han Hammermøllen til staten for 70.000 Rigsdaler, og samme år købte han hovedgården Frydendal ved Holbæk. I 1759 lod han opføre et rokokopalæ i Helsingør, kendt som Stephen Hansens Palæ, der blev tegnet af arkitekt Philip de Lange. Han døde 22. januar 1770.
23. november 1733 havde han ægtet Dorothea Sophie Ravn (født 1710, datter af borgmester Ravn i Viborg), der overlevede ham og døde 1. september 1773 i sit 63. år. Parret fik datteren Birgitte Cathrine Hansen (begravet 31. januar 1765) gift med hollandsk kommissær/konsul i Helsingør Jean Christopher van Deurs og sønnen Vilhelm August Hansen, der overtog farens gods.